# Noche Hache
Noche Hache fue un late show producido por Globomedia y emitido por la cadena de televisión española Cuatro entre el 7 de noviembre de 2005 y el 5 de junio de 2008. El programa, emitido de lunes a jueves en la franja de la medianoche, resumía la actualidad diaria en clave de humor. Estaba presentado por la actriz, humorista -especialista en monólogos- Eva Hache, quien daba nombre al programa, contando también con la colaboración de otros cómicos con secciones particulares: Quequé, Fernando Gil, Ricardo Castella, Javier Coronas, Agurne Anasagasti, Julián López y Marta Nebot. Detrás de estos, un equipo de quince guionistas y todo ello dirigido por Edu Arroyo a lo largo de las tres temporadas.
Por sus resultados de audiencia, superiores a la media de la cadena, y los reconocimientos recibidos, entre ellos el Premio Ondas, está considerado uno de los programas emblemáticos de los tres primeros años de emisión de Cuatro.

## Historia
Empezó su emisión el 7 de noviembre de 2005 englobado en la gala de presentación Hoy no estrenamos programa, estrenamos cadena ya que su primera emisión coincidió con el nacimiento de la cadena Cuatro. En esta primera temporada (2005-2006) el programa estaba presentado por Eva Hache, acompañada de seis colaboradores: Ricardo Castella, Quequé, Richard Collins-Moore, Marta Nebot y Fernando Gil. 
En la segunda temporada, estrenada el 12 de septiembre de 2006, el equipo sufrió algunos cambios: se incorporó Julián López para repasar la actualidad deportiva y Javier Coronas reemplazó a Richard Collins-Moore como reportero de guerra. Así mismo, Las noticias del guiñol, espacio que hasta entonces emitía de forma independiente, se incorpora como una sección más del programa.
En la tercera y última temporada, estrenada el 10 de septiembre de 2007, se incorporó a la plantilla Agurne Anasagasti como reportera. El programa se despidió el 5 de junio de 2008, poco después de que Eva Hache anunciara su intención de tomarse un año sabático.

## Secciones

### Monólogo
El programa se iniciaba cada noche con un monólogo satírico a cargo de Eva Hache, sobre algún tema de la actualidad diaria. Parte de estos monólogos fueron posteriormente recopilados y editados en un libro. Hache también hacía un pequeño parlamento cómico antes de despedir cada programa.

### Análisis político
Ricardo Castella analiza el panorama actual de la política española e internacional, sin ausentarse de su toque de humor y sátira. Recientemente, y cansado del panorama actual político ha creado la asociación (ficticia) en contra de la crispación política Ya os vale.
Todos los jueves, Ricardo transforma su sección en la de "Buenas Malas Noticias". Cambia su habitual traje por una camisa "hawaiana", y por muy malas que sean las noticias que nos cuenta, trata de buscarles el lado positivo. La frase que siempre nos recuerda al final es la de "A partir de ahora, cuando vean una mala noticia, acuérdense de mí y piensen... ¡Pues tampoco es pa' tanto!"

### La guerra de los medios
Sección presentada por Quequé. Normalmente se emite los lunes. Engloba de manera informativa (sin dejar la sátira y el humor) el duelo entre diferentes medios de comunicación, tanto de la radio, como de la televisión e internet. Habitualmente se ironiza sobre la batalla existente entre el locutor de radio de la emisora COPE, Federico Jiménez Losantos, contra el Grupo Prisa y el Gobierno, incluyendo fragmentos del programa de dicho periodista. Últimamente, aparecen frecuentemente Fernando Sánchez Dragó, sus colaboradores y los periodistas de El Mundo.
Una variante de esta peculiar guerra es la que normalmente se emite los miércoles y que también presenta Quequé: La Guerra de las Medias, en la que parodia temas de relacionados con la prensa rosa y programas del corazón que han acontecido durante toda la semana.

### F.F.: El informe Fernando
Fernando Gil se encargaba de salir a la calle y de saber qué se cocía en ella, entrevistando desde viandantes hasta conferenciantes, famosos, políticos, etc. Todo ello, realizado con su ego periodístico, haciendo guiños a la hora de vestir y de hablar a los ya históricos momentos opinativos de Jesús Hermida en Antena 3 o los reportajes realizados por Pedro J. Ramírez.

### Reportero de guerra
Javier Coronas se encarga de cubrir las noticias allá donde se producen, en sustitución de Richard Collins-Moore, que se supone que fue secuestrado por terroristas islamistas. Aparece delante de un decorado del lugar, con un micrófono en la mano e imitando a los corresponsales.

### Especiales Quequé
Reportajes temáticos realizados por el humorista Quequé: Dictaduras que caen bien, Tradiciones estúpidas, Moments de l'Estatut, V de vicioso, etc.

### Versión original subtitulada
Es una de las secciones más populares del programa. En esta sección se ven escenas reales de entrevistas, declaraciones... a personas de distintos países y en varios idiomas, a las que se añaden subtítulos en español. Estos subtítulos son una traducción ficticia de las palabras del personaje y se refieren en tono humorístico a sucesos de actualidad.
Aunque son habituales algunos personajes como el Papa o ciertos políticos, la única que aparece cada día sin falta en esta sección es un personaje popularmente conocido como La China. Se trata de una mujer de rasgos asiáticos, a la que se ve enfadada respondiendo a una pregunta desconocida. La China siempre terminaba sus declaraciones con un tajante: «...de toda la vida. Así me lo aprendí yo». Este personaje aparecía durante la primera temporada del programa.
En la segunda temporada el dictador Francisco Franco sustituyó a La China cerrando la sección. El programa subtitulaba al español con el tema del día o de la semana una vieja intervención del dictador en la que trataba de expresarse en inglés. Siempre acababa diciendo «¡Viva España!».
En la actualidad el personaje fijo es el presentador Alex de Jong del programa de televisión World Business de la cadena CNBC que suele hacer gala de escasa profesionalidad y finaliza su intervención sentado en la mesa con la frase «Así son las cosas y así las hemos manipulado».

### Consejo de ministros
Sección en la que algunos ministros o exministros, como Manuel Pimentel o Carmen Alborch, ofrecen un breve consejo sobre alguna tarea doméstica o cotidiana, como qué hacer para que no se rompa la tostada al untarla o cómo se deben limpiar los libros viejos.

### Premiospico de oro
Eva Hache otorga cada jueves un premio al personaje público que ha dicho la frase de la semana, refiriéndose a una frase polémica y tal vez innecesaria. Pepe Rubianes, Eduardo Zaplana o Alfredo Pérez Rubalcaba han sido merecedores del premio.

### Entrevistas
El programa basa en buena parte su tiempo en la actualidad y generalmente se entrevista a gente relacionada con ella. En los inicios del programa se realizaba una sola entrevista, pero desde antes de navidades del 2005 se empezó a realizar dos en cada programa.
Las entrevistas acostumbran a finalizar con un sistema encadenado, en el que el personaje debe responder a una pregunta (grabada en vídeo) formulada por el entrevistado del día anterior, sin que este supiese a quién hacía la pregunta.
La creadora de esta idea original de "sistema encadenado" es la periodista segoviana Beatriz Cebrecos, quien la inventó y puso en marcha en septiembre de 2003 para finalizar las entrevistas de su programa, “Más Madera”, de Canal 4 Segovia, bajo el título de “Pregunta al Aire”. 
En la "Pregunta al Aire", los entrevistados dejaban formulada una pregunta para el entrevistado del día siguiente sin saber quién iba a ser ese entrevistado, y así sucesivamente, como en una especie de cadena. Se trataba de hacer una suerte de juego, de involucrar a unos entrevistados con otros y de finalizar las entrevistas de una manera original. A Cebrecos se le ocurrió la idea ante la necesidad planteada por la cadena de conseguir un gran efecto con pocos recursos económicos. En una entrevista realizada a Beatriz Cebrecos por dos redactoras del periódico de la universidad privada SEK de Segovia (actualmente IE University), publicada en octubre de 2003, la propia Cebrecos hablaba sobre el sistema que ella había ideado (http://lalupadigital.iespana.es/lupadigital21/decerca.htm (enlace roto disponible en Internet Archive; véase el historial, la primera versión y la última).)
Esta idea original de Cebrecos se emitió en la televisión local Canal 4 de Segovia desde septiembre de 2003. En noviembre de 2005, comenzó el programa de Eva Hache, que también es segoviana, con la inclusión de la idea original de la “Pregunta al Aire” de Cebrecos.
En octubre de 2010 Cristina Tárrega, presentadora del programa "Territorio Comanche" de Telemadrid, también utiliza la idea original de la periodista Beatriz Cebrecos para finalizar sus entrevistas.

### Los guiñoles
A partir de la segunda temporada se incorporó este micro espacio, un informativo satírico protagonizado por 150 guiñoles de látex y presentado por el guiñol de Iker Jiménez.

## Partido Hache
El 6 de septiembre de 2007 en la presentación de la tercera temporada, fue anunciado que Noche Hache se constituiría en partido político, bajo la denominación de Partido Hache, parar presentarse a las Elecciones generales de 2008 por la circunscripción de Madrid, con el objetivo de acercar las reglas de la democracia a la audiencia sin hacer daño a la vida política española, e invitando a la gente a formar parte activa en su elaboración. Su eslogan era: Hay muchos partidos sin programa, pero sólo hay un programa con partido.
La candidatura, encabezada por Eva Hache como aspirante a Presidente del Gobierno de España, se fue completando hasta reunir los 35 miembros exigidos por la normativa electoral, entre ellos, los distintos colaboradores del programa. Sin embargo, tres días antes de la cita con las urnas, el programa anunció su retirada de la carrera electoral. En una nota, la cadena argumentaba que los sondeos les daban pocas posibilidades de lograr representación en el Congreso y, como mucho, solamente podrían colocar a su cabeza de lista, lo que supondría tener que prescindir de Eva Hache como presentadora.

## Premios y nominaciones
- Premios Ondas 2007 al mejor programa de entretenimiento

- Premios ATV 2006
  - Nominación a Mejor director (Edu Arroyo/Cristina López)
  - Nominación a Presentación de programas de entretenimiento (Eva Hache)

- Premios ATV 2005
  - Premio a Presentación de programas de entretenimiento (Eva Hache)
  - Nominación a Mejor director (Edu Arroyo/Cristina López)
  - Nominación a Mejor guion

- TP de Oro 2006
  - Nominación a Mejor presentadora de variedades y espectáculos (Eva Hache)

- TP de Oro 2005
  - Nominación a Mejor programa de entretenimiento
  - Nominación a Mejor presentadora de variedades y espectáculos (Eva Hache)

- Premios Zapping 2005
  - Nominación a Millor presentador/a (Eva Hache)

## Libros
- Hache, Eva (2006). Así me lo aprendí yo. Los monólogos de Eva Hache. Ediciones Aguilar. ISBN 84-03-09714-X